# Pandolfo III Malatesta
Pour les articles homonymes, voir Malatesta.
Pandolfo III Malatesta dit « il Grande » (le Grand), né à Fano le 2 janvier 1370 et mort dans cette même ville le 3 octobre 1427 est un condottiere italien. Seigneur de Fano, Brescia et Bergame. Il était un membre de la puissante maison de Malatesta.

## Biographie

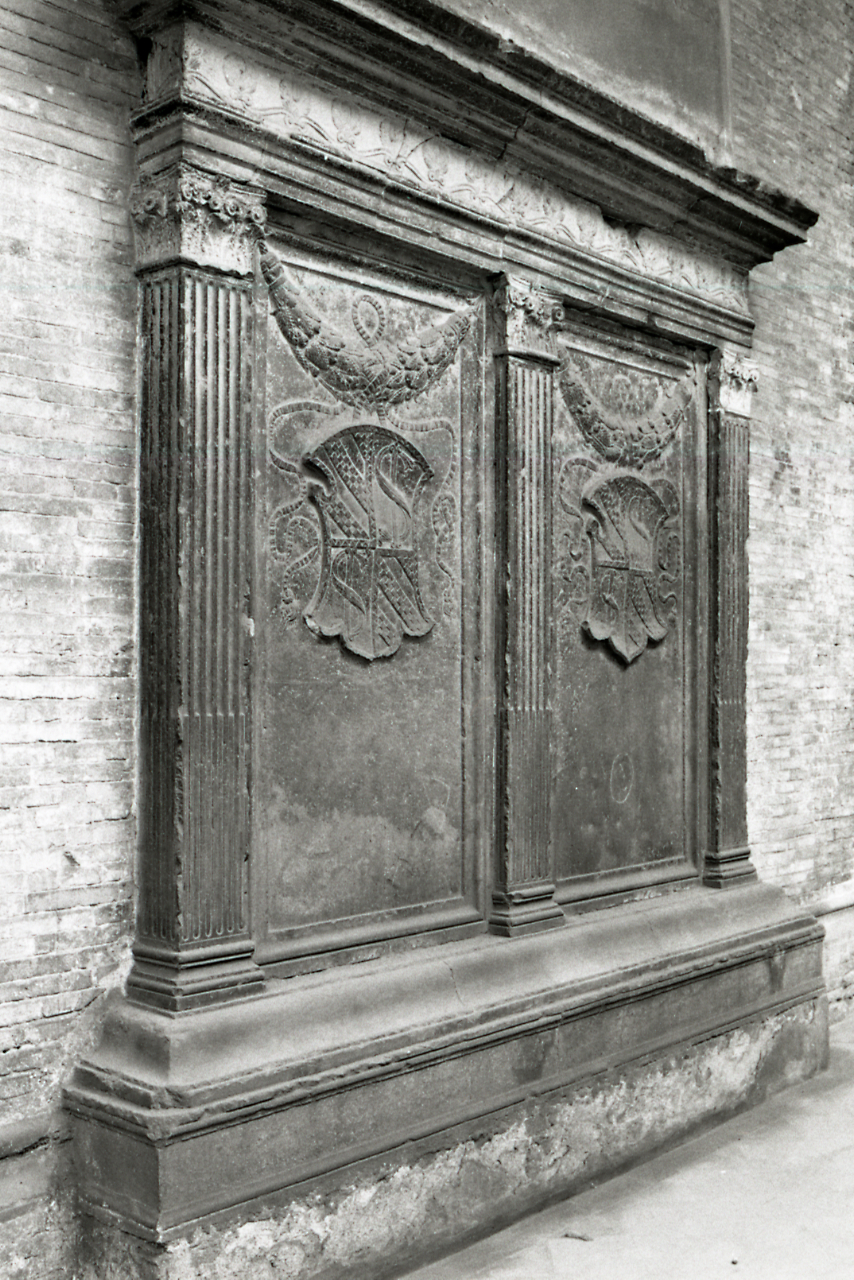
Tombe de Pandolfo III Malatesta dans l'église Saint-François de Fano. Photo par Paolo Monti, 1972.

Pandolfo III Malatesta est le frère de Carlo I et Andrea Malatesta, avec lesquels il combattit à plusieurs reprises.
Pandolfo III Malatesta est le deuxième fils de Galeotto I Malatesta. Après la mort de ce dernier, les terres Malatesta sont partagées: il reçoit Fano, tandis que ses frères Carlo, Andrea et Galeotto Novello héritent respectivement de Rimini, Cesena et Cervia. Tous les fils de Galeotto ont été instruits en vertu de doctrines humanistes de Giacomo Allegretti et  Francesco Filelfo.
Pandolfo a commencé sa carrière comme condottiere à l'âge de 18 ans, leader d'une bande de masnadieri ravageant la Toscane. En 1388, il a accepté une  condotta de Venise contre le Carraresi famille de Padoue.
En 1393, il combat avec son frère Andrea les Ordelaffi de Forlì, mais son occupation de Todi et Narni, faisant alors partie des  États pontificaux, lui a attiré l'excommunication par pape Boniface IX. Gracié, il a combat les Visconti de Milan dans une ligue soutenant François Ier de Mantoue.
Pandolfo part ensuite en croisade dans la Terre Sainte et est de retour en 1402. Engagé par Gian Galeazzo Visconti avec son frère Andrea, il participe à la bataille de Casalecchio contre Bologne et est nommé gouverneur de cette ville.
Après la mort de Gian Galeazzo il est conseiller de sa veuve Caterina et profite de cette position, ainsi que d'autres condotte pour les Etats italiens, pour agrandir sa petite seigneurie et piller les États voisins et des villes comme Trezzo et Côme (1403), Brescia (1404), qu'il a reçues des Visconti comme paiement de son crédit de 200 000 Ducats et Bergame (1407).
En 1413, il est nommé Capitano generale (commandant en chef) des armées vénitiennes, et combat le roi Sigismond de Luxembourg.
Une victoire à Udine et une habile retraite lui rapportent un palais à Venise, et le titre de duc de Crète, qu'il refuse. Cependant, ses territoires en Lombardie sont attaqués par Francesco Bussone, nouveau condottiere du duc Filippo Maria Visconti. Pandolfo perd Bergame et Brescia en 1421.
En 1424, au cours de la Première Guerre en Lombardie, l'armée florentine dirigée par les frères Malatesta (avec 10.000 cavalerie et 3000 fantassins) est battue à la bataille de Zagonara. Carlo est capturé et Pandolfo fuit à Cesena avec quelques hommes d'armes. Il perd Imola et Faenza au profit des Visconti, mais réussit à garder Fano grâce à l'intercession du Pape Martin V.
Au cours des années suivantes Pandolfo III se consacre aux études humanistes et à l'embellissement de sa ville.
Pandolfo III Malatesta est  mort en 1427 à Fano où il est enterré dans l'église de Saint-François. Son tombeau a été construit par son fils illégitime, Sigismondo Malatesta. Son autre fils Domenico a été seigneur de Cesena de 1429 à 1456.